# ソードテール
ソードテール（学名: Xiphophorus hellerii）は、カダヤシ目カダヤシ科に属する魚で、メキシコに生息する。熱帯魚として世界中で親しまれている。雄の尾鰭の一部が剣のように伸びていることから名前がついた。標準和名はグリーンソードテール、その他の日本語名はツルギメダカ。一般には原色の色鮮やかな改良品種が知られるが、欧米ではグリーンソードテールと呼ばれる黄緑色に黒いラインの入る原種が愛好家の間で珍重されている。なお、淡い体色が特徴のXiphophorus clemenciaeや非常にソードが長く伸びるXiphophorus montezumaeなど、近縁のソードを持った卵胎生メダカもソードテールとして扱われる。
サザンプラティフィッシュやヴァリアタスなど、近縁の卵胎生メダカと比べるとテリトリー意識が強く、気性は荒め。雄から雌へ、雌から雄へ性転換することでも知られている。飼育、繁殖ともに容易。

## おもな品種

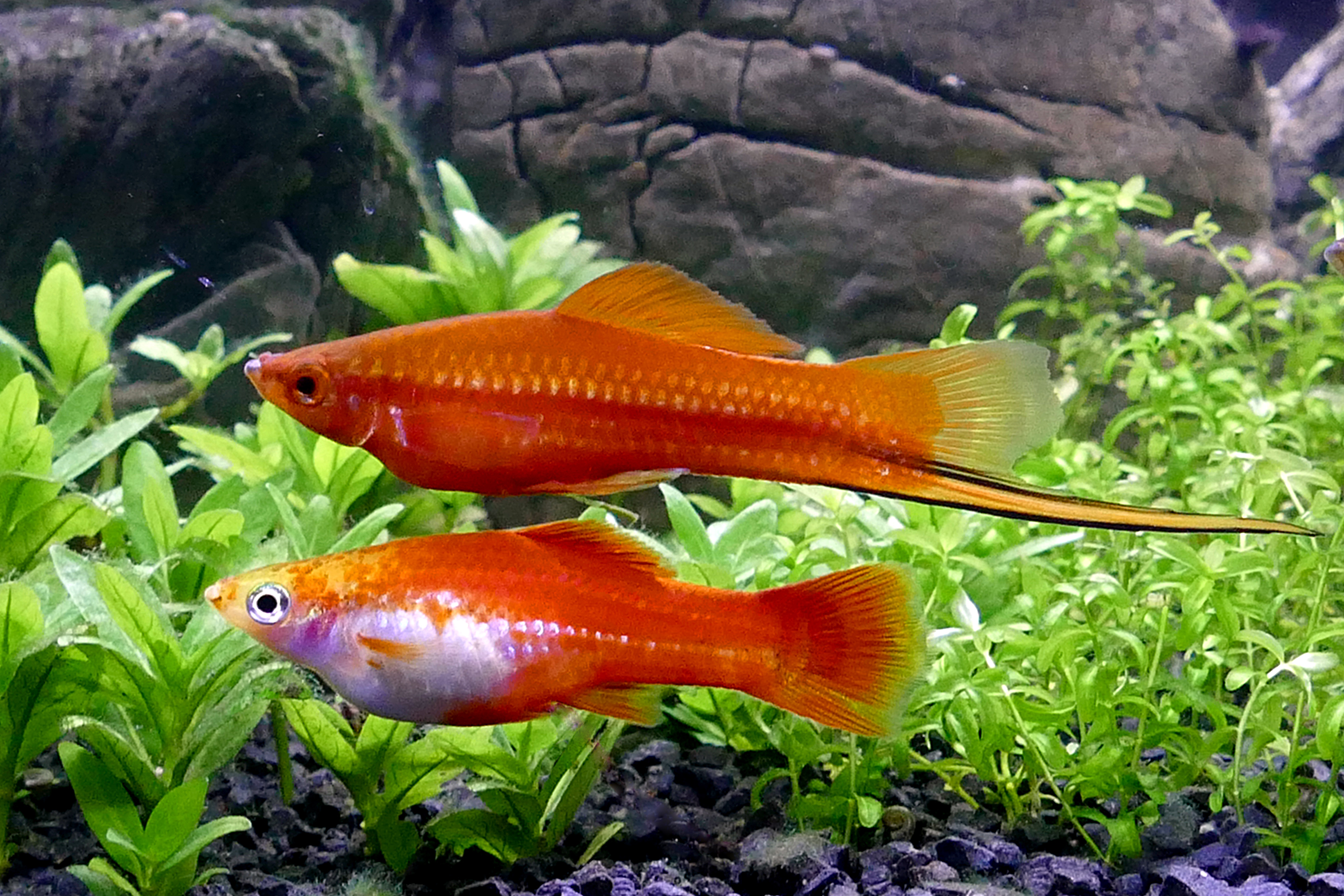
レッド・ソードテール

原種の時点で尾びれに特徴を持っているため体色を中心に改良されてきたが、近年は背びれや尾びれの伸びる品種も注目されている。
- レッド・ソードテール

全身が単色の赤色をした色鮮やかな品種。
- タキシード・ソードテール

頭部と背面を除いた体が黒くなる品種。
- ネオン・ソードテール

原種のソードテールの特徴を残した、青い光沢のあるラインとオレンジ色の体色の品種。
- ルビーアイ紅白ソードテール

錦鯉のような紅白の体色が特徴の比較的最近作出された品種。アルビノのため、白い部分には透明感がある。

## おもな原種
- キシフォフォルス・クレメンシアエ
- キシフォフォルス・ヘレリー
- キシフォフォルス・ギュンテリー
- キシフォフォルス・キシフィディウム
- キシフォフォルス・マクラータス